# Bob Shaw
Bob Shaw (nacido como Robert Shaw, Belfast, 31 de diciembre de 1931 - 11 de febrero de 1996) fue un fan y escritor británico de ciencia ficción, conocido también por sus seudónimo BoSh. Fue acreedor en tres ocasiones de los Premios BSFA: dos veces en la categoría novela con Orbit Ville 1n 1975 y The Ragged Astronauts en 1986, y en 1988 con el cuento Dark Night in Toyland. Recibió además el Premio Hugo en 1979 y 1980 al mejor escritor aficionado.

Shaw dejó en los años 70 Irlanda del Norte con su esposa e hijos, ya que estaban preocupados por la situación política. Antes de incursionar en la literatura, trabajó como periodista y diseñador de aviones —su profesión era ingeniero—.
La mayoría de las novelas de Shaw tenían un tono serio, pero entre los fanes del género era conocido por su humor. Cada año, durante la convención británica de ciencia ficción, Eastercon, traía un discurso humorístico que posteriormente sería recogido en A Load of Old BoSh de 1995.

## Obras
Trilogía Orbitsville
- Orbitsville (1975)
- Orbitsville Departure (1983)
- Orbitsville Judgement (1990)

Trilogía de Los Astronautas Harapientos (Land and Overland Trilogy)
- Los astronautas harapientos (The Ragged Astronauts. 1986). Editorial Acervo, 1988.
- Las astronaves de madera (The Wooden Spaceships.1988). Editorial Acervo, 1988.
- Los mundos fugitivos (The Fugitive Worlds. 1989). Editorial Acervo, 1991.

Otras novelas
- Periplo nocturno (Night Walk. 1967). Editorial Acervo, 1977.
- The Two-Timers (1968)
- El palacio de la eternidad. (The Palace Of Eternity. 1969). Editorial Veron (Col. Erus), 1971.
- The Shadow Of Heaven (1969)
- One Million Tomorrows (1971)
- Una guirnalda de estrellas (A Wreath of Stars. 1976). Editorial Edhasa (Col. Nebulae, 2ª Época), 1979.
- Ground Zero Man (1976 - conocida también como The Peace Machine)
- Medusa's Children (1977)
- ¿Quién anda por aquí? (Who Goes Here? 1977). Editorial Edhasa (Col. Nebulae, 2ª Época), 1983.
- Ship Of Strangers (1978)
- Vertigo/Terminal Velocity (1978/1991)
- Dagger of the Mind (1979)
- The Ceres Solution (1981)
- Fire Pattern (1984)
- Killer Planet (1989)

Recopilaciones
- Otros días, otros ojos (Other Days, Other Eyes. 1972). Martínez Roca (Col. Super Ficción, 1ª época), 1983.
- Tomorrow Lies In Ambush (1973)
- Cosmic Kaleidoscope (1976)
- Cosmic Kaleidoscope (1977)
- A Better Mantrap (1982)
- Between Two Worlds (1986)
- Who Goes Here? (1988)
- Dark Night In Toyland (1989)

No ficción
- The Best of the Bushel (1979)
- The Eastercon Speeches (1979)
- How to Write Science Fiction (1993)
- A Load of Old BoSh (1995) (incluye los Discursos Eastercon)